# バルブロ・マルティンソン
バルブロ・マルティンソン（Barbro Martinsson、1935年8月16日 - ）は、スウェーデン、ノールボッテン県スンツヴァル市Sundsbruk出身の元クロスカントリースキー選手。
1964年インスブルックオリンピックと1968年グルノーブルオリンピックのリレーでそれぞれ銀メダルを獲得した。またノルディックスキー世界選手権では1962年リレーで銀、1966年リレーで銅メダルを獲得した。1964年のホルメンコーレンスキー大会では10kmで優勝している。